# Piotr Rysiukiewicz
Piotr Grzegorz Rysiukiewicz (Świebodzin, 14 juli 1974) is een Poolse sprinter, die is gespecialiseerd in de 400 m. Zijn grootste prestaties liep hij op de 4 x 400 m estafette. Zo werd hij op deze discipline wereld indoorkampioen en Europees kampioen. Bijna altijd trad hij aan als startloper. Driemaal nam hij deel aan de Olympische Spelen, maar won hierbij geen medailles.
Op zijn olympische debuut op de Spelen van 1996 in Atlanta werd hij op de estafetteloop zesde (3.00,96). Vier jaar later verslechterde dit in Sydney met één positie (3.03,22) op dezelfde discipline.
Zijn grootste succes van zijn atletiekcarrière boekte hij in 2001 op de wereldkampioenschappen indooratletiek 2001 in Lissabon. Met zijn teamgenoten Piotr Haczek, Jacek Bocian en Robert Maćkowiak won hij als startloper op de 4 x 400 m estafette een gouden medaille. Met een tijd van 3.04,47 versloegen ze het nationaal record lopende Russische estafetteteam (3.04,82) en het Jamaicaanse estafetteteam (3.05,45). Een jaar veroverde hij op de Europees kampioenschappen in Wenen een gouden medaille op dezelfde discipline in 3.05,50. Individueel viste hij met een vierde plaats deze kampioenschappen net achter de medailles.

## Titels
- Wereldkampioen 4 x 400 m (indoor) - 2001
- Europees kampioen 4 x 400 m (indoor) - 2002
- Pools kampioen 400 m - 2002

## Persoonlijke records
Outdoor
| Onderdeel | Prestatie | Datum            | Plaats    |
| --------- | --------- | ---------------- | --------- |
| 200 m     | 21,31 s   | 1999             |           |
| 300 m     | 33,53 s   | 30 april 2005    | Bogatynia |
| 400 m     | 45,54 s   | 23 augustus 1999 | Sevilla   |

Indoor
| Onderdeel | Prestatie | Datum            | Plaats |
| --------- | --------- | ---------------- | ------ |
| 400 m     | 46,63 s   | 21 februari 1999 | Spala  |

## Prestaties
| Jaar | Wedstrijd         | Plaats    | Resultaat | Extra               | Tijd    |
| ---- | ----------------- | --------- | --------- | ------------------- | ------- |
| 1994 | EK                | Helsinki  | 6e        | 4 x 400 m estafette | 3.04,22 |
| 1995 | WK                | Göteborg  | 5e        | 4 x 400 m estafette | 3.03,84 |
| 1996 | Olympische Spelen | Atlanta   | 6e        | 4 x 400 m estafette | 3.00,96 |
| 1997 | WK                | Athene    | 3e        | 4 x 400 m estafette | 3.00,26 |
| 1998 | EK                | Boedapest | 2e        | 4 x 400 m estafette | 2.58,88 |
| 1999 | WK indoor         | Maebashi  | 2e        | 4 x 400 m estafette | 3.03,01 |
| 2000 | Olympische Spelen | Sydney    | 7e        | 4 x 400 m estafette | 3.03,22 |
| 2001 | WK indoor         | Lissabon  | 1e        | 4 x 400 m estafette | 3.04,47 |
|      | WK                | Edmonton  | 4e        | 4 x 400 m estafette | 2.59,71 |
| 2002 | EK indoor         | Wenen     | 4e        | 400 m               | 46,32 s |
| 2002 | EK indoor         | Wenen     | 1e        | 4 x 400 m estafette | 3.05,50 |
| 2005 | WK                | Helsinki  | 5e        | 4 x 400 m estafette | 3.00,58 |
| 2006 | EK                | Göteborg  | 3e        | 4 x 400 m estafette | 3.01,73 |

- World Athletics: 14217512
- Virtual International Authority File: 8707147665844360670001